# Negrești
Negrești es una ciudad con estatus de oraș del distrito de Vaslui en Moldavia, Rumania. De su territorio forman parte también las aldeas Paparnița, Căzănești, Glodeni, Cioatele, Poiana y Valea Mare.

## Geografía
La ciudad está situada en la parte norte-oeste del distrito, en la frontera con el distrito de Iași, a 35 km de Vaslui en la carretera DN15D que une Roman con Vaslui.

## Demografía
Negrești tiene una población de 9850 habitantes, según el último censo de 2002. Más de 99% son de etnia rumana. Negrești es una ciudad con gente joven un 26,73% de sus habitantes tienen menos de 14 años.

## Economía
En la ciudad se han desarrollado tanto la agricultura como la industria. En la ciudad hay fábricas de muebles, textiles, máquinas industriales, alimentación y madera.

## Galería

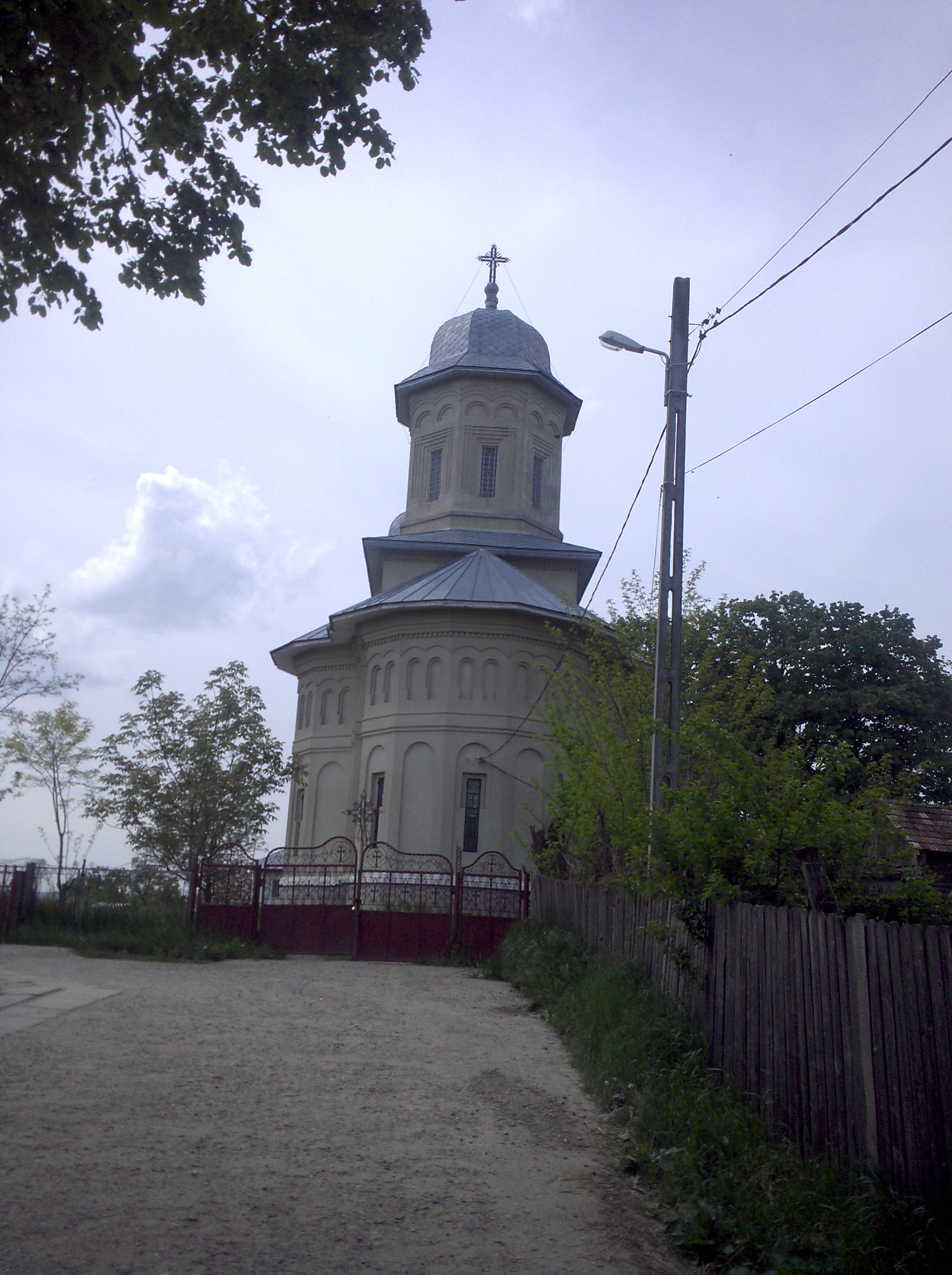
Iglesia de Negrești